# Got to Be There (песня)
«Got to Be There» — дебютный сингл американского музыканта Майкла Джексона из его одноимённого первого сольного альбома. Песня была написана Эллиотом Вилленски и спродюсирована Хэлом Дэвисом, релиз сингла состоялся в октябре 1971 года на лейбле Motown Records.
Композиция заняла 4-е строчки американских чартов Billboard Hot 100 и Hot Black Singles, стала третьей в Канаде и пятой в Великобритании.

## История создания
В 1971 году у группы The Jackson 5 появился серьёзный конкурент — другой семейный коллектив под названием The Osmonds. Тогда же солист The Osmonds — Донни Осмонд начал свою успешную сольную карьеру. Первоначально в Motown не рассматривалась серьёзно возможность сольного продвижения Майкла Джексона, но всё же владелец лейбла Берри Горди дал добро и выбрал Хэла Дэвиса в качестве продюсера первого сольного сингла певца.
Первоначально «Got to Be There», написанная Эллиотом Вилленски, предназначалась для The Supremes, затем её передали группе The Jackson 5. В конечном счёте, песня была записана для первого сольного альбома Майкла Джексона, хотя Горди был не в восторге от идеи включить в его пластинку очередную балладу: три предыдущих сингла The Jackson 5 были лиричными, и успех группы стал по-немногу спадать. Братья Майкла исполнили для композиции бэк-вокал. «Got to Be There» — баллада о любви умеренного темпа, написанная в тональности ля-бемоль мажор.
В 2005 году песня вошла в сборники хитов Майкла Джексона: The Best of Michael Jackson, Love Songs, The Essential Michael Jackson, а также в многочисленные сборники The Jackson 5.

## Релиз сингла и реакция критиков
Релиз «Got to Be There» состоялся 7 октября 1971 года, в продажу поступили 7-дюймовые виниловые пластинки. Композиция заняла 4-е строчки американских чартов Billboard Hot 100 и Hot Black Singles, стала третьей в Канаде и пятой в Великобритании. Выпустив дебютный сингл, Джексон стал первым артистом Motown Records, начавшим сольную карьеру, не покидая свою группу. В 1972 году песня стала саундтреком к одному из эпизодов мультсериала «The Jackson 5ive», в 2013 году мультсериал был выпущен на DVD и Blu-ray The Jackson 5ive — The Complete Animated Series.
Критик Rolling Stone отметил: «„Got to Be There“ — странное сочетание детской невинности, профессионализма и точного расчёта, это увлекательно и неотразимо». «Эта композиция показала, что вокальное мастерство Майкла никак не зависит от того, окружают его братья из семейной группы или нет», — писала рецензент портала Soulbounce.com

## Концертные выступления
Джексон исполнил «Got to Be There» на американском шоу Hellzapopping в марте 1972 г. Затем в том же году песня вошла в сет-лист тура группы The Jackson 5 по США, а в 1973 году — по США и Японии. В своей автобиографии «Лунная походка» музыкант вспоминал, как однажды во время тура группы перед исполнением этой композиции он попросил у своего менеджера разрешения взять на сцену тот головной убор, в котором он изображён на обложке альбома Got to Be There — певец считал, что публике это очень понравится. «Ему было очень смешно, мне не разрешили взять его — я был ещё мал, а идея показалась всем глупой, — пишет Джексон. — Спустя недолгое время Донни Осмонд стал надевать на сцене похожую шляпу, и публике она понравилась. Я был уверен в своей интуиции. Я видел, как Марвин Гэй надевает шляпу перед исполнением «Let’s Get It On», надевает — и зрители знают, что произойдёт потом. Такие моменты добавляют публике волнения и увеличивают вовлечённость зрителя в шоу».
Запись выступления с композицией вошла в концертный альбом The Jackson 5 in Japan.

## Список композиций
- 7" (номер в каталоге Motown Records — M 1191F)[8]

| №  | Название          | Длительность |
| -- | ----------------- | ------------ |
| 1. | «Got to Be There» | 3:23         |

| №  | Название                        | Длительность |
| -- | ------------------------------- | ------------ |
| 2. | «Maria (You Were the Only One)» | 3:41         |

## Участники записи
- Майкл Джексон — вокал
- The Jackson 5 — бэк-вокал
- Эллиот Вилленски[англ.] — текст, музыка

## Позиции в хит-парадах
| Чарт (1971—72)           | Высшая позиция |
| ------------------------ | -------------- |
| Великобритания           | 5              |
| Канада                   | 3              |
| США (Hot 100)            | 4              |
| США (Adult Contemporary) | 14             |
| США (Black Singles)      | 4              |

| Год  | Чарт                     | Позиция |
| ---- | ------------------------ | ------- |
| 1971 | Канада (RPM Top Singles) | 38      |